# Hiroshi Saito (voetballer)
Hiroshi Saito (Tokio, 13 november 1970) is een voormalig Japans voetballer.

## Carrière
Hiroshi Saito speelde tussen 1993 en 1994 voor Shimizu S-Pulse.